# Георгій Кратовський
Святий Георгій Кратовський (болг. Георги Софийски Нови, макед. Свети Ѓорѓи Кратовски; 1497, Кратово — 11 лютого 1515, Софія) —  православний святий, який прийняв мученичеську смерть за християнську віру, коли йому виповнилося 18 років, на початку XVI століття.

## Біографія
Георгій народився в місті Кратово 1497 року в бідній родині Димитрія і Сари. Він розпочав навчання в шість років, коли його батьки віддали до школи при церкві. Після здобуття початкової освіти, батько відправив його навчатися на ювеліра.

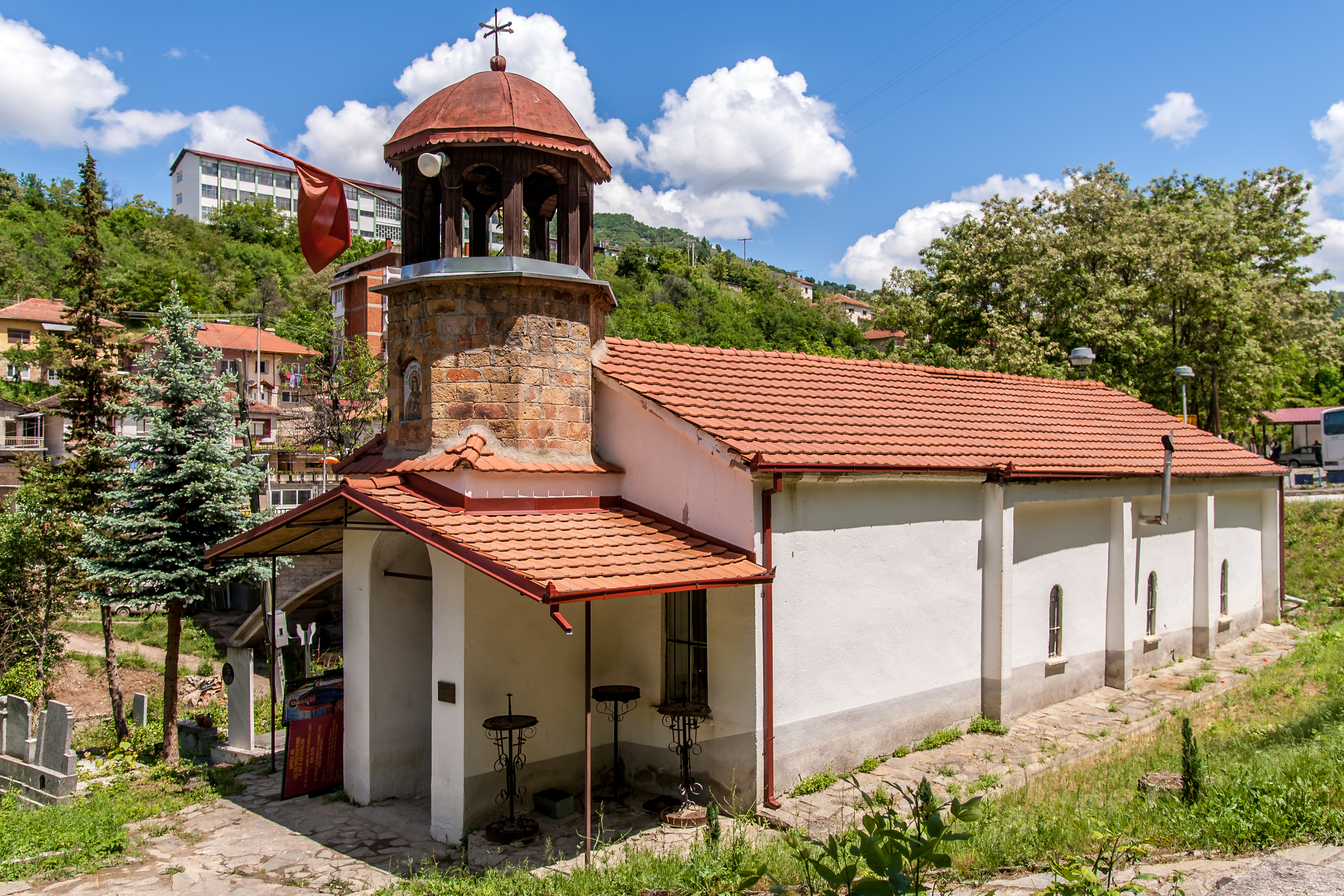
Церква святого Георгія Кратовського в місті Кратово

Гергій швидко опанував ювелірне ремесло. Але невдовзі його батько помер і молодий хлопець залишився сам з матір'ю. В ті часи в Османській імперії, кожні п'ять років, турецький султан надсилав своїх людей до християнських країн, які видбирали найкрасивіших хлопчиків до армії. Мати Георгія вмовила хлопця поїхати з Кратово до Софії. Після того, як він відмовився одружитися з турчанкою та прийняти іслам, його жорстоко катували, а потім спалили на багатті 24 лютого (11 лютого за старим стилем) 1515 року. Ця дата візначається церквою.
Досить скоро він був канонізований. Під час османського панування вшанування Святого Георгія кратовського трималося в секреті. Життя святого дуже популярне в Росії. Культ цього мученика отримав сильний поштовх в 1855 році, коли вийшов його життєпис. Крім того, святий зображений на десятках творів мистецтва. Найперше зображення, ймовірно, датується 1536 роком і знаходиться на півострові Афон в Греції. Воно було створено анонімним болгарським художником і супроводжується кириличним написом. У 1865 році, в місті Ботевград був побудований єдиний в болгарських землях храм цього святого мученика.